# Petrivka, Lîpoveț
Petrivka (în ucraineană Петрівка) este un sat în comuna Kosteantînivka din raionul Lîpoveț, regiunea Vinnița, Ucraina.

## Demografie
Componența lingvistică a localității Petrivka
     Ucraineană (100%)
Conform recensământului din 2001, toată populația localității Petrivka era vorbitoare de ucraineană (100%).